# Luther : Soleil déchu
Série
Luther (série télévisée)
Pour plus de détails, voir Fiche technique et Distribution.
Luther : Soleil déchu (Luther: The Fallen Sun) est un film américano-britannique réalisé par Jamie Payne et sorti en 2023. Il s'agit d'un long métrage faisant suite à la série télévisée britannique Luther diffusée dès 2010. Le film est diffusé sur Netflix,.

## Synopsis
Le millionnaire David Robey sévit à Londres, pendant que l'inspecteur de police John Luther est en prison. Alors que le tueur en série qu'il n'a pu stopper le nargue, Luther va décider de s'évader pour l'appréhender, à n'importe quel prix.

## Fiche technique
Sauf indication contraire, les informations mentionnées dans cette section peuvent être confirmées par la base de données cinématographiques IMDb,  présente dans la section « Liens externes ».
- Titre original : Luther: The Fallen Sun
- Titre français : Luther : Soleil déchu
- Réalisation : Jamie Payne
- Scénario : Neil Cross
- Musique : Lorne Balfe
- Décors : Jon Gary Steele
- Costumes : Susan Lyall
- Photographie : Tom Stern et Larry Smith
- Montage : Justine Wright
- Production : Peter Chernin, Neil Cross, Idris Elba, David Ready et Jenno Topping

Producteurs délégués : Miki Emmrich, Brendan Ferguson, Dan Finlay et Priscilla Parish
- Sociétés de production : BBC Film et Chernin Entertainment
- Société de distribution : Netflix
- Budget : n/a
- Pays de production :  États-Unis,  Royaume-Uni
- Langue originale : anglais
- Format : couleur
- Genre : policier, drame, thriller
- Durée : 129 minutes
- Date de sortie :
  - Monde : 10 mars 2023 (sur Netflix)

## Distribution
- Idris Elba (VF : Daniel Njo Lobé) : DCI John Luther
- Cynthia Erivo (VF : Corinne Wellong) : Odette Raine
- Dermot Crowley (VF : Patrick Préjean) : DSU Martin Schenk
- Andy Serkis (VF : Jérémie Covillault) : David Robey
- Thomas Coombes (VF : Benjamin Gasquet) : Archie Woodward
- Hattie Morahan (VF : Léovanie Raud) : Corinne Aldrich
- Lauryn Ajufo : Anya Raine
- Jess Liaudin : Nilsson
- Vincent Regan (VF : Serge Faliu) : Dennis McCage
- Einar Kuusk : Arkady Kachimov
- Edward Hogg (VF : Vincent de Boüard) : Derek Standish
- Tara Fitzgerald : Georgette Robey

## Production
L'idée d'une adaptation cinématographique de la série est évoquée dès 2013, quand son créateur Neil Cross (en) révèle avoir écrit le script d'une préquelle.
En juillet 2020, Idris Elba révèle qu'il n'y a pas de plans réels pour une suite à la série mais exprime son envie de reprendre son rôle de John Luther dans un film. Le projet de film est confirmé en septembre 2021 avec une diffusion sur Netflix. Cynthia Erivo et Andy Serkis sont annoncés.
Idris Elba révèle en novembre 2021 que le tournage a débuté,. Les prises de vues ont notamment lieu à Londres ainsi que dans les Lite Studios à Bruxelles,,,. Une partie du tournage a également été réalisé dans l'ancienne prison de Dorchester (en).